# Isteresi
L'isteresi è un fenomeno per cui il valore assunto da una grandezza dipendente da altre è determinato, oltre che dai valori istantanei di queste ultime, anche dai valori che avevano assunto in precedenza; in altre parole, l'isteresi è la caratteristica di un sistema di reagire in ritardo alle sollecitazioni applicate e in dipendenza dallo stato precedente. Il termine, derivante dal greco ὑστέρησις (hystéresis, "ritardo"), fu introdotto nel senso moderno da James Alfred Ewing nel 1890, ed è usato in generale nella teoria dei sistemi dinamici, quindi non solo in fisica, ma anche in biologia ed economia.
Se la risposta di un sistema con isteresi viene rappresentata in un grafico in funzione dello stimolo, si ottiene una caratteristica curva chiusa (grafico a destra). In un sistema privo di isteresi la curva costituisce una linea singola.
In presenza di isteresi si ottiene invece uno sdoppiamento della curva: se percorsa da sinistra a destra si ha un cammino, se percorsa in senso inverso se ne ottiene un altro. In molti dei fenomeni fisici in cui si ha tale caratteristica si ottengono due tratti orizzontali: uno superiore e uno inferiore. Questi rappresentano i limiti di saturazione. Per un sistema in esame, al variare di alcune condizioni, si può avere una famiglia di curve, spazianti dalla quasi singola a un'area racchiusa pressoché quadrata. L'ampiezza della curva chiusa è indice dell'entità dell'isteresi. Le famiglie di curve possono essere disposte nella terza dimensione a delimitare una forma tridimensionale detta bia.

## Meccanica
I materiali duttili plasticizzano con un corrispondente incrudimento di tipo cinematico. Supponendo di sottoporre un corpo a una trazione uniassiale maggiore di quella di snervamento, dal momento in cui il materiale viene soggetto a scarico e successivamente a una sollecitazione di compressione, la nuova tensione di snervamento a compressione avrà un valore inferiore.
Nell'esecuzione di una taratura, l'isteresi è la caratteristica di uno strumento di fornire valori diversi per uno stesso punto di misura quando questo viene rilevato in maniera crescente e decrescente.
In genere, nelle norme di taratura, viene definita isteresi la differenza massima tra i valori letti su uno strumento per lo stesso punto nei due cicli in salita e in discesa.
Nella taratura di un manometro, per esempio, la differenza di valori tra ciclo a pressione crescente e ciclo a pressione decrescente è un indice della capacità elastica dell'elemento sensibile dello strumento.
La deformazione di molti materiali può presentare isteresi. Per esempio i materiali plastici, dopo essere deformati per effetto di una sollecitazione, al venire meno della sollecitazione non ritornano alla configurazione iniziale, ma presentano una deformazione residua. Per esempio questo è il fenomeno per il quale le guarnizioni plastiche nelle giunture si degradano dopo un certo tempo, ed è anche il motivo per il quale gli sbalzi di pressione nel corpo umano aumentano il rischio di malattie circolatorie come ischemie o aneurismi.
Anche nella meccanica dei mezzi porosi è presente lo stesso fenomeno, in quanto la porosità di un terreno dipende sia dallo stato tensionale cui esso è soggetto, ma anche dalla sua storia tensionale passata, in particolare dalla tensione massima cui è andato soggetto nella sua storia tensionale. Se la tensione massima è maggiore dell'attuale, il terreno è detto sovraconsolidato, e presenta una porosità minore rispetto a quella teorica attesa per effetto del carico su di esso agente; in caso contrario il terreno è detto normalconsolidato.

## Termodinamica
L'isteresi è conosciuta in termodinamica. Nelle transizioni di fase il passaggio da uno stato all'altro non avviene linearmente con l'energia fornita o assorbita. L'isteresi può essere sfruttata per filtrare segnali indesiderati nei sistemi di controllo, tenendo conto della storia recente del segnale. Per esempio nei controlli termostatici un elemento riscaldatore (una caldaia) viene acceso quando la temperatura scende sotto un valore {\displaystyle T_{1}} ma non viene spento fino a che non avviene il superamento di una temperatura {\displaystyle T_{2}} maggiore della prima. Ciò previene commutazioni indesiderate dovute all'imprecisione e alle deboli fluttuazioni intorno a un unico valore di soglia.

## Elettromagnetismo

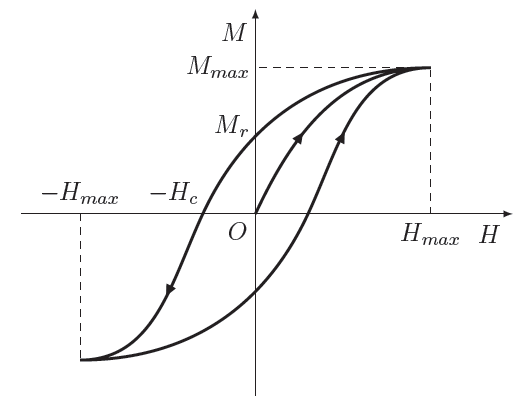
Ciclo di isteresi per materiali ferromagnetici (si ricordi che e).

Una famiglia di cicli di isteresi magnetica misurata con una densità di flusso modulata sinusoidalmente con frequenza di 50 Hz e ampiezza variabile da 0,3 T a 1,7 T. Il materiale è acciaio a cristalli orientati.
B = Induzione magnetica
H = Campo magnetico
B_{R} = Rimanenza
H_{C} = Coercitività

I materiali ferromagnetici sono caratterizzati da un'induzione magnetica non esprimibile come funzione del campo magnetico. La relazione in un materiale isotropo essendo scalare dal momento che i campi assumono la medesima direzione (ma non necessariamente lo stesso verso), è rappresentabile su un piano in cui avviene un ciclo di isteresi.
A partire dal momento in cui i campi sono nulli, e dunque è nulla la magnetizzazione del materiale, il campo magnetico aumenta seguendo la curva {\displaystyle OH_{max}}, detta curva di prima magnetizzazione, fino al valore massimo di {\displaystyle H_{max}} in cui {\displaystyle \mathbf {B} } aumenta proporzionalmente a {\displaystyle \mu \mathbf {H} }. In tali condizioni {\displaystyle \mathbf {M} } raggiunge il suo valore massimo, detto valore di saturazione.
Diminuendo la corrente, diminuisce di conseguenza {\displaystyle \mathbf {H} }, senza tuttavia ripercorrere la stessa curva, ma la curva {\displaystyle H_{max}M_{r}}. Per {\displaystyle \mathbf {H} =0} risulta quindi che il campo magnetico non ritorna ad avere un valore nullo, ma acquista un'intensità pari a {\displaystyle |\mathbf {B} |=B_{r}>0}. Tale valore è detto magnetizzazione residua:
{\displaystyle M_{r}={\frac {B_{r}}{\mu }}}
Il materiale mantiene quindi una proprietà magnetica anche senza la presenza di un campo magnetico esterno.
Invertendo la corrente, inoltre, {\displaystyle \mathbf {H} } e {\displaystyle \mathbf {M} } diventano negativi, e quando il campo di induzione magnetica è nullo si ha {\displaystyle |\mathbf {H} |=-H_{c}}. Tale valore è detto campo di coercizione.
Infine, diminuendo ulteriormente {\displaystyle \mathbf {H} }, anche {\displaystyle \mathbf {B} } diventa negativo fino al valore {\displaystyle -H_{max}} in cui di nuovo i campi sono proporzionali e la magnetizzazione arriva al minimo assoluto. Ricominciando ad aumentare {\displaystyle \mathbf {H} }, si ha il ciclo chiuso.
La permeabilità magnetica in un dato punto della curva:
{\displaystyle \mu ={\frac {B}{H}}}
è pertanto determinabile a partire dalla relazione fra i campi, specificando a quale curva del ciclo di isteresi appartiene. Tale grandezza dipende quindi dalla "storia" del materiale, e perde sostanzialmente di significato nella caratterizzazione del materiale. Ogni materiale ferromagnetico segue il ciclo di isteresi: per cicli che via via sono più stretti il ciclo di isteresi si restringe via via fino a ritornare a zero. Questo significa che è possibile "smagnetizzare" il materiale ferromagnetico e riportarlo alla condizione iniziale in cui {\displaystyle \mathbf {H} =\mathbf {B} =\mathbf {M} =0}.
L'induzione residua può essere rimossa portando il materiale magnetizzato alla temperatura di Curie, alla quale si distrugge l'ordine ferromagnetico negli spin elettronici.
L'area del ciclo di isteresi è proporzionale all'energia necessaria per compierlo.

### Applicazioni

Isteresi realizzata con componenti elettromeccanici o elettronici

L'induzione residua può essere un problema in diverse applicazioni, ad esempio in ambito magnetico mantiene attratta l'ancora di un relè al cessare del segnale di comando. L'isteresi è anche una delle cause di dissipazione di energia in regime variabile: magnetica nei trasformatori, ed elettrica nei resistori, che si somma con quella ohmica. D'altro canto in ambito magnetico è alla base della memorizzazione magnetica in nastri e hard disk. 
In questi ultimi dispositivi il verso della magnetizzazione residua rappresenta un bit: 0 o 1. Per cambiare lo stato di magnetizzazione è però necessario conoscere lo stato precedente, in base al quale varia il campo da applicare. Per evitare il problema si usa una tecnica detta bias, che consiste nel portare a un valore noto il sistema prima della scrittura. La stessa tecnica è usata nei registratori audio a nastro, dove a volte è presente un selettore per il tipo di bias da usare in funzione del materiale ferromagnetico usato nei differenti tipi di nastro. 
Nei circuiti elettronici si usa il Trigger di Schmitt che genera un'isteresi di aspetto simile a quella generata nei materiali magnetici. Il circuito serve a eliminare il rumore presente sui segnali. Può essere realizzato mediante componenti discreti (amplificatori operazionali o transistori) ma è presente sugli ingressi di numerosi circuiti logici delle varie famiglie (TTL, CMOS, ecc.).
È anche possibile simulare l'isteresi su un ingresso analogico (ADC) connesso a un microprocessore (spesso integrato in esso nei microcontrollori o sistemi embedded). In questo caso l'isteresi è un algoritmo presente nel software o nel firmware.

## Economia
Alcuni sistemi economici presentano isteresi. Per esempio, per incominciare a esportare le aziende incorrono a dei costi fissi (sunk cost), ossia costi che, una volta incorsi, non vengono più considerati per valutare la profittabilità dell'attività esportativa, generando quindi isteresi nel comportamento aziendale.
In economia propriamente l'isteresi è l'incapacità del tasso di disoccupazione di tornare al livello iniziale dopo uno shock avverso, anche dopo il superamento dello stesso. È data fondamentalmente da quattro motivi principali: gli "Insider-Outsider" (e cioè la partecipazione alla contrattazione per il lavoro di chi è già occupato per mantenere il proprio posto di lavoro); i "lavoratori scoraggiati" (e cioè gli individui che dopo un periodo di tempo senza risultati smettono di cercare lavoro); il "search e mismatch" (l'abitudine di lavoratori e imprenditori a risultati scarsi nella ricerca di occupati/occupazione); lo "stock di capitale" (cioè il basso investimento causato dallo shock che porta a un basso livello di movimenti di capitale).
Il fenomeno dell'isteresi può anche essere spiegato attraverso il ricorso alla "teoria dei salari di efficienza".

## Medicina
In medicina si ritardano istereticamente gli stimolatori cardiaci, per evitare un'interferenza con l'attività propria del nodo del seno o comunque del cuore. È isteretico anche il comportamento del polmone isolato in cui venga insufflata aria. La relazione pressione/volume che si ricava in tali condizioni sperimentali permette di identificare una marcata differenza di comportamento in insufflazione (riempimento) e in deflazione (svuotamento), con pressioni molto minori a parità di volume in fase di svuotamento rispetto alla fase di riempimento.
La stessa curva si può disegnare se, anziché insufflare aria nel polmone, lo si posiziona in un recipiente a tenuta d'aria, successivamente svuotato per mezzo di una pompa. Le pressioni registrate in tal modo da un manometro, solitamente ad acqua, collegato alla pompa saranno negative.

## Diritto
Alcuni giuristi hanno trasposto l'idea dell'isteresi al diritto. Per un orientamento, essa si riferisce a "scelte internazionali difficilmente riplasmabili nel breve periodo", da cui seguirebbe l'impossibilità di ricavare all'interno del diritto d'autore regole specificamente conformate alla natura adespota del software. Secondo un altro orientamento, lo sviluppo del diritto sarebbe sempre frenato dal diritto esistente, per cui, specie con riferimento alla regolazione delle nuove tecnologie, "il diritto risulta spesso obsoleto già al momento dell'entrata in vigore"; la situazione sarebbe aggravata in quegli ordinamenti caratterizzati dal lobbying e dalla minuziosa contrattazione con il proteiforme universo degli stakeholders.